# HD 61363
HD 61363，又名BD+48 1561，SAO 41934、HR 2939，是一颗恒星，视星等为5.56，位于銀經170.43，銀緯27.88，其B1900.0坐标为赤經7h 33m 49.2s，赤緯+48° 27.88′ 54″。